# Holarktická oblast

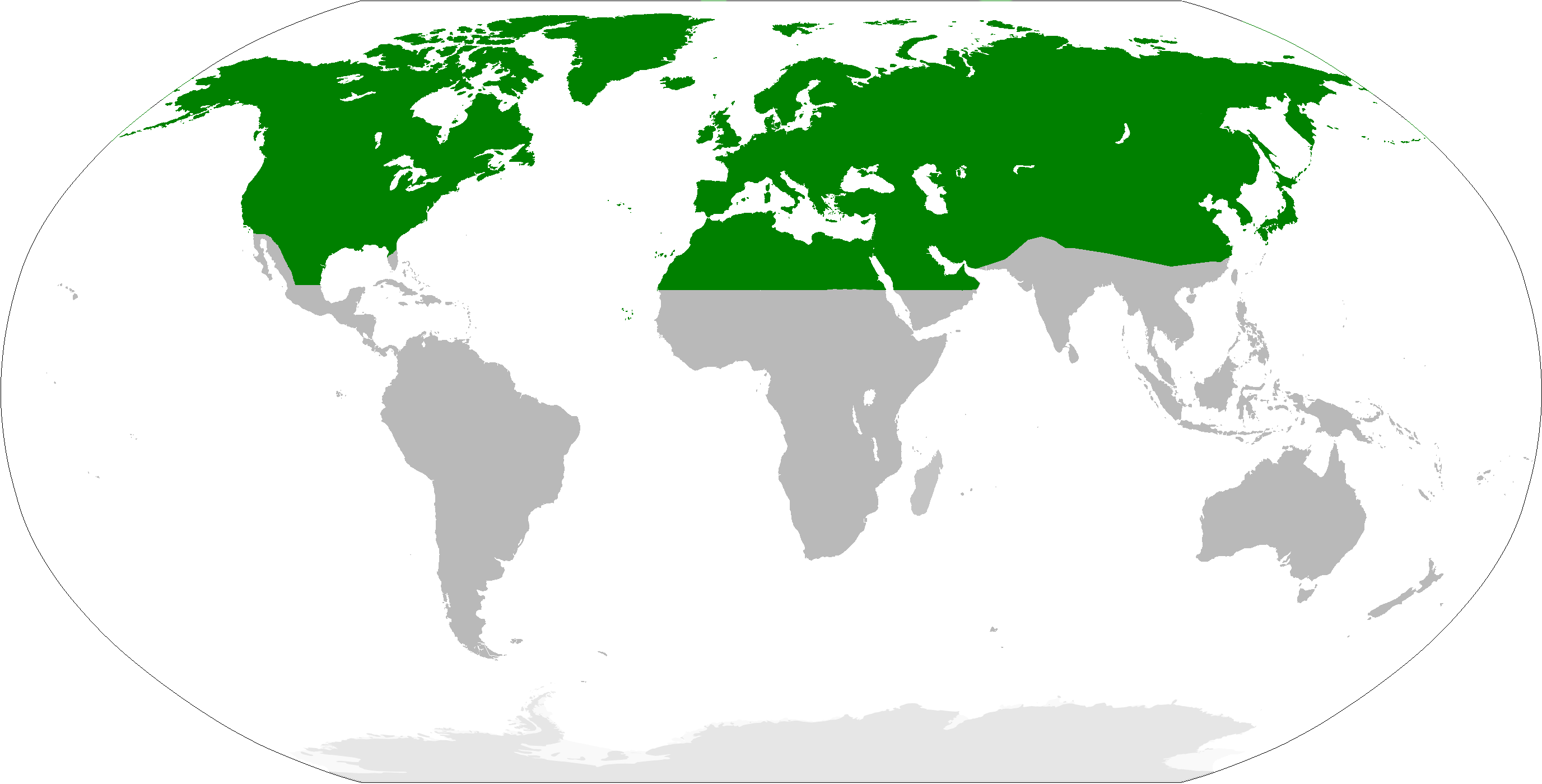
Mapa Holarktické oblasti

Holarktická oblast je zoogeografické i floristické území (členění podle britského zoogeografa Richarda Lydekkera) zahrnující podoblasti palearktickou a nearktickou. Část holarktické oblasti na území Eurasie se označuje jako palearktická a část na území Severní Ameriky jako nearktická. Arktická a boreální fauna obou podoblastí jsou blízce příbuzné.
Severní Amerika a Eurasie byly po miliony let odděleny mořem, ale v obdobích s výrazně nižší úrovní hladiny světového oceánu, k čemuž docházelo v období ledových dob, byly oba kontinenty spojeny pevninským mostem, který se nacházel v místě dnešní Beringovy úžiny. Tato v různých dobách existující země se nazývá Beringie. Dnes zatopená země byla např. ještě po posledním glaciálu dokonce zalesněna. Fauna i flóra se v Americe a Eurasii v časech, kdy byly kontinenty odděleny mořem vyvíjela specificky na každé pevnině jinak, ale při jejich vzájemném propojení přes Beringii docházelo k migraci z jednoho kontinentu na druhý a díky tomu dnes můžeme sledovat, že americká fauna i flóra vykazuje jak specifické rysy vlastního vývoje, tak i přítomnost druhů, žijících na obou kontinentech zároveň. Mezi druhy, které se přes Beringii rozšířily z Eurasie do Ameriky patří i člověk, který přes ni přešel během poslední doby ledové.